# 러브★콤플렉스
《러브★콤플렉스》, 또는 《러브★콤》(일본어: ラブ★コン 라부★콘[*])은 나카하라 아야가 그린 로맨틱 코미디 순정만화이다. 2001년부터 2007년까지 슈에이샤의 별책 마가렛에서 17권의 단행본으로 출간되었다. 이 시리즈는 같은 반 친구들에게 만담 콤비로 인식되는 키 큰 소녀와 키 작은 소년 사이의 로맨스를 다루었다. 2003년에, 이 만화는 49회 쇼가쿠칸 만화상 소녀부문에서 수상하였다.
이 스토리는 실사 영화로 이식되어 2006년에 개봉하였으며, 24화짜리 텔레비전 애니메이션으로 2007년에 방영되었고, 플레이스테이션 2용 어드벤처 게임으로 2006년에 발매되었다. 또한 두 장의 드라마 CD로도 제작되었다. 만화와 실사 영화의 북아메리카판은 비즈 미디어에게 허가되었다.
'러브★콤플렉스 D(또는 러브★콤플렉스 디럭스)'라는 제목의 후속 시리즈가 격월간 순정만화 잡지 디럭스 마가렛에 2009년 5월부터 연재되기 시작했다. 이 시리즈는 리사의 남동생에 초점을 맞추었다.
'러브★콤플렉스'에 대한 한가지 주목할 만한 사실은 거의 모든 등장인물들이 표준 일본어 대신에 관서 방언을 쓴다는 것이다(스토리는 오사카에서 일어난다).  많은 애니메이션에서 한두 등장인물이 관서 방언을 쓰는 것이 보통인데 반해, 모든 등장인물이 그러는 것은 전국적인 시청자를 대상으로 만드는 매체에서는 색다른 것이다.

## 줄거리
소녀 '코이즈미 리사'는 키가 172cm(평균 일본인 소녀보다 훨씬 큰)이다. 소년 '오오타니 아츠시'는 키가 156cm(평균 일본인 소년의 키 이하)이다. 이 때문에, 그들은 키 차이가 비슷한 유명한 만담 콤비의 이름을 딴 '고목나무와 매미(올 한신 쿄진)'으로 불린다.
여름 보충학습 기간 동안 다른 반의 '스즈키 료지'라는 매우 키 큰 학생이 나타나고, 키가 컸기 때문에 과거에 남자친구 운이 나빴던 리사는 바로 그에게 반해버린다. 아츠시도 마찬가지로 좋아하는 소녀가 있어서, 리사와 아츠시는 그들의 차이점을 잠시 제쳐두기로 결정하고 중요한 사랑을 얻기 위해 서로 돕는다. 그러나 그들이 서로를 더 잘 알아가면서, 코이즈미는 오오타니에게 매력을 느끼기 시작하고, 거기에서부터 그녀의 애정 생활은 복잡해지기 시작한다...

## 등장인물
(*등장 인물에 대한 설명은 애니와 원작의 내용을 바탕으로 저술되었다. 담당 성우 순서는 '애니판의 일본 담당'/'드라마 CD 및 게임의 담당 성우'/'애니판의 한국 담당'이다.)
코이즈미 리사(일본어: 小泉 リサ)
성우 - 오카무라 아케미/하야미즈 리사/정미숙
본작의 여주인공. 신장은 중2때에 167cm, 고1때에 170cm, 고2때에 172cm임. 체중은 50kg. 생일은 8월 3일. 혈액형은 O형. 가족 구성원으론, 아버지와 어머니, 그리고 남동생 하나와 할아버지(할아버지는 현재 같이 살고 있지 않음.)
자신의 키가 일본 여학생 평균키보다 큰 것을 콤플렉스로 여기고 있음. 감정에 솔직하며 순간순간의 기분에 따라 세상을 헤쳐나가는 타입으로, 친구들에게 휘둘리고 폭주했다가 바로 좌절하고, 다음 순간에는 또 아무일도 없었다는 듯이 일어서는 조금은 정신 사나운 성격이 매력적인 소녀. 그리고 큰 키와 바보같은 모습 탓에 본모습이 많이 가려 보이지만 실은 상당히 미인형.(심지어 하루카랑 같이 있으면, 그림같아 보인다고 다른 사람들이 이야기를 하였고, 미미의 화보 촬영에 따라갔다가 현장에서 얼떨결에 모델을 한 적이 있다고 함.)
오오타니하곤, 고교 3년 내내 같은 반, 학급위원, 만담커플 '고목나무와 매미(한국에선,'작대기와 반토막'으로 나옴)'로 나옴. 처음엔 오오타니하곤 티켝태격하는 등 사이가 좋지 못 했다, 하지만 1학년 여름 보충수업 이후 조금씩 오오타니에게 호감을 갖기 되고, 여러 사건을 겪은 끝에 학급과 양측 부모님께서 공식적으로 인정한 커플이 된다.(여담으로, 그들은 키 차이가 난다는 거 제외하고 나면, 가수 '우미보우즈'를 좋아하는 점, 새로 나온 음료가 있으면 그걸 시키는 등 취향이 비슷하다. 게다가, 그들 친구들이 장난삼아 연애도테스트를 해봤는데, 궁합이 100%였다고 함.)
장래희망은 따로 생각하지 않았다가, 노부코가 옷을 입고 잘 고를 줄 아니까, 스타일리스트를 해보라고 권유를 해, 스타일리스트를 꿈꾼다.
오오타니 아츠시(일본어: 大谷敦士)
성우 - 나가타 아키라/사쿠라이 타카히로/강수진
본작의 남주인공. 신장은 중1때 146cm, 고1때 156cm, 고2때 156.2cm임. 체중은 45kg. 생일은 3월 20일(애니에서도 3.25로 나오지만, 작중의 생일은 13화에서 묘사된 달력에 표시된 걸 보면, 3월 20일이다.) 혈액형은 A형. 가족 구성원으론, 아버지와 어머니(어머니는 등장하지만, 아버지는 등장하지 않음), 그리고 누나 하나와 애완견 1마리
코이즈미와 비슷하게, 자신의 키에 관한 콤플렉스를 지니고 있음(오오타니는 코이즈미랑 반대로, 키가 일본 남학생 평균키보다 작은 게 콤플렉스). 귀여운 외모랑 달리, 실제론 남자다운 면을 지니고 있음.
처음엔 코이즈미를 마음 맞고 취향 비슷한, 만담콤비로만 여겼다. 그러다 코이즈미의 고백을 찬 후 조금씩 그녀에게 신경 쓰이다가 나중엔 진정으로 코이즈미를 좋아하게 되고, 학급과 양측 부모님께서 공식적으로 인정한 커플이 된다.
키가 작지만 농구를 좋아해, 중학교 때부터 농구를 하고 있으며, 그 실력 또한 우수한 편.
장래희망은 초등학교 선생님으로, 자신의 그 바람을 이루려고 고 3때 열심히 대입시험공부를 한다.
이시하라 노부코(일본어: 石原信子)
성우 - 히가시 사오리/히가시 사오리/윤미나
코이즈미의 절친. 애칭은 '노부쨩'. 신장 153cm, 체중 42kg, 생일은 5월 28일. 혈액형은 B형. 가족 구성원으로는, 부모님 두 분과 할머니 한 분.
리사나 치하루보다 연애 경험이 많아, 리사에게 연애에 대해 이것저것 상담 및 조언을 해준다. 또한 유행, 멋부리기, 패션 쪽에서도 관심을 많이 두고 있다.(여담으로, 그녀가 고교 입학식 날, 교복이 아직 안 왔다고 깜찍하고 화려한 사복을 입고 온 적이 있다고 하며, 세이코의 깜직한 모습에 은근히 라이벌 의식을 불태웠다고 함.)
오오타니의 절친인 '나카오 헤이키치'하고는 중 3때부터 사귄 연인 관계이며, 항상 그를 '허니', '달링', '베이비' 등으로 부른다.
나카오 헤이키치(일본어: 中尾平吉)
성우 - 도쿠야마 야스히코 / 츠다 켄지로 / 츠다 켄지로 / 故 김일
노부코의 남자친구이자 오오타니의 절친. 신장 180cm. 체중 58kg. 생일은 1월 15일. 혈액형은 B형.
사려 깊고, 감수성 많고, 온화하고, 태평한 성격을 지닌 소년으로, 오오타니하곤 중학교 1학년부터 친구였다고 함. 또한 오오타니하곤 농구부에 소속되어 있다.
장래희망은 따로 없지만, 졸업 후 할아버지의 화과자점을 잇기 위해 수행할 예정이라 한다.
여친인 노부코를 진심으로 좋아하고 헌신적이며, 노부코와 마찬가지로 코이즈미와 오오타니를 이어주려고 도와주곤 한다.
다나카 치하루(일본어: 田中千春)
성우 - 코지마 카즈코/마에다 아이/장경희
리사의 절친으로, 치하루는 수줍음 많고, 진지한 성격이어서 자기 나이의 거의 모든 남자들을 두려워한다. 오오타니는 한때 그녀에게 애정을 품었지만(그녀는 오오타니의 전 여자친구인 칸자키와 닮았다), 치하루는 대신 온화한 스즈키에게 빠져버렸다. 그들은 이제 커플이 되었다. 모두가 대학 입학 계획을 시작할 때, 스즈키와 치하루는 같은 대학에 지원했지만, 스즈키가 불합격했다. 그는 슬프게 치하루에게 그녀를 지켜줄 수 있는 다른 사람이 있을 것이라고 말한다. 그때 처음으로, 치하루는 그녀의 수줍은 성격을 집어 던지고 맹렬하게 책상을 들어올려 스즈키에게 던져서(또 잠시 사라져서), 그의 생각을 꺾고 그가 제자리로 돌아올 수 있다고 생각하게 한다. 그들은 후에 다시 만나고 스즈키는 내년에 치하루와 같은 대학에서 함께 하기로 약속한다.
스즈키 료지(일본어: 鈴木涼二)
성우 - 츠다 켄지로/오노사카 마사야/신용우
오오타니와 여름 보충수업을 계기로 사귀게 된 친구. 스즈키의 냉정한 태도는 종종 쌀쌀맞은 것으로 오해되어서, 그의 친구들은 매우 적다. 리사의 그에 대한 애정을 알아차리지 못하는 스즈키는 치하루에 대한 감정을 발전시키고, 결국 그녀에게 사귀자고 한다. 치하루와 같이, 스즈키는 수줍음 많고 쉽게 당황한다. 치하루와 같은 대학에 들어가는 데 실패했을 때, 그는 내년에 다시 도전하기로 약속한다.
후카가와 하루카(일본어: 深川遥)
성우 - 오노사카 마사야/오키아유 료타로/김두희
잘 생기고, 여성적인 하루카는 어린 시절에 리사가 나쁜 애들 패거리로부터 그를 지켜주었을 때 느낀 애정을 발전시킨다. 그가 다른 소녀들 사이에서 인기 있지만(한번에 일곱 명과 데이트할 정도다), 그는 이것이 리사와 사귈 때를 위한 준비라고 말하는데, 그녀는 항상 그를 무시한다. 리사에 따르면 그의 할머니는 영국인이다. 또한 그는 세이코에 대한 애정이 있을지도 모른다는 것을 암시한다.
고토부키 세이코(일본어: 寿聖子)
성우 - 타키모토 후지코/코마츠 리카/임은정
오오타니와 코이즈미가 개학식날 길에서 만난 금발의 소녀.
오오타니에 대한 강한 애정을 품은 금발의 그녀는, 생물학적으로 남성임에도 불구하고, 신이 그녀에게 잘못된 몸을 주었다고 주장한다. 그녀의 본래 이름은 세이시로지만, 더 여성적으로 들리는 세이코로 불리기를 바란다. 그녀는 오오타니에게 키스하지만, 그는 후에 그녀가 양호실에서 그의 부상을 돌보다가 셔츠를 벗었을 때 그녀가 생물학적으로 남자라는 것을 알아낸다. 세이코는 그가 그녀를 혐오스럽다고 생각하는 것을 두려워하지만, 오오타니는 그렇지 않다고 말하고 그들은 친구로 남는다.
칸자키 마유(일본어: 神崎真由)
성우 - 마츠오카 유키/마츠오카 유키/안영아
그녀는 오오타니의 전 여자친구이다. 그녀는 치하루와 매우 닮았고(아니면 치하루가 그녀를 닮았던가), 그것이 오오타니가 치하루에게 반하게 된 가장 그럴듯한 이유이다. 그들은 중학교 때 데이트를 시작했고, 그녀는 학교 농구부의 매니저였다. 그녀는 오오타니와 헤어진 후, 그를 완전히 비참하게 만들어 놓았는데, 그 이유는 그녀가 다른 사람과 사랑에 빠졌기 때문이다.
그녀는 오오타니를 농구부 크리스마스 파티에 초대했고, 오오타니는 이를 받아들이지만, 그는 결국 대신 리사와 우미보우즈 콘서트에 갔다. 그래서 그녀는 오오타니를 보기 위해 그의 학교로 찾아오지만, 리사와 노부와 만난다. 리사는 오오타니가 아직 그녀를 사랑한다고 확신하고, 오해를 풀어주려고 한다. 그때, 마유는 오오타니에게 그와 헤어진 이유가 그의 키 때문이 아니라고 말한다. 그러나 그녀는 뒤에 남자친구와 헤어진 후 다시 나타났다. 그녀가 다시 만나자고 부탁하자, 그는 "미안, 내가 널 만나면 울 바보가 하나 있거든."이라고 말한다.
마이타케 쿠니우미(일본어: 舞竹国海)
성우 - 스와베 준이치 /스와베 준이치 / 신용우
리사와 오오타니의 학교의 교생이다. 그의 애칭을 마이티("Maity" 나 "Mighty")로 불러주길 바라는 마이타케는, 리사보다 키가 크고 대단히 잘 생겼다. 그는 리사의 좋아하는 비주얼 노벨에 나오는 "케인 님"과 닮은 얼굴을 지니고 있어서 곧 수많은 여학생 팬들을 얻게 된다. 리사에게 애정을 얻어, 오오타니는 그를 질투하게 되고 빠르게 그녀에 대한 감정을 깨닫기 시작한다. 그가 약혼자가 있다는 것을 드러내자, 그의 팬 클럽은 실망하게 된다.
우미보우즈(일본어: 海坊主)
성우 - 에가와 히사와/없음/홍진욱
이 유명한 래퍼는 리사와 오오타니가 둘 다 열성 팬이어서, 노부가 둘이 딱 맞는다고 제안하기에 이르게 된다. 리사와 오오타니는 수학여행에서 우연히 우미보우즈를 만나서, 아들과 함께 있는 그의 부인에게서 그들이 어떻게 부부가 됐는지에 대한 얘기를 듣고, 그가 실제로는 헌신적으로 가정적인 남자라는 것을 알게 된다. 그의 이름은 그의 대머리 때문에 신화상의 창조물인 우미보우즈를 따라 만들었다.
요시오카 미미(일본어: 吉岡美々)
성우 - 아라키 카에/없음/안영아
오오타니의 옆집 이웃이다. 그녀는 오오타니를 사랑해서, 그가 리사와 같은 그녀의 키에 다다를 수 있도록 그에게 매일 우유를 갖다준다. 오오타니가 그녀에 대해 아무런 감정을 느끼지 않고 (미미와 정확히 같은 키인) 리사에게 감정을 느낄 때부터, 그녀는 리사를 질투하게 된다. 그녀는 따라서 오오타니 앞에서는 애교있는, 그러나 그의 등 뒤에서 리사에게는 심술궂은 두 얼굴로 행동하게 된다. 그녀가 리사와 친구가 되고 오오타니를 포기한 후에, 그가 얼마나 좋지 않은지를 깨닫고 그가 리사와 진실로 행복하다는 것을 알게 된다. 또한 그녀는 잡지 모델이기도 하다.
코호리 카즈키(일본어: 小堀和希)
성우 - 시모와다 히로키/없음/정재헌
'이케베'에서 리사와 함께 아르바이트로 일하는 어린 학생이다. 그는 리사보다 현저히 키가 작음에도 불구하고, 오오타니보다는 약간 크고(158cm), 빨간 줄무늬가 있는 독특한 검은 머리카락을 가지고 있다. 리사는 곧 그도 우미보우즈 열성 팬이라는 것을 발견한다. 그는 곧 그가 귀엽다는 것을 스스로 인정한 리사에 대한 감정을 발전시킨다. 그녀의 더 좋은 판단에 반하여, 리사는 코호리와 함께 우미보우즈 콘서트에 참석하고 이것은 오오타니와의 일시적인 이별에 이르게 된다. 그는 오오타니에게 바로 자기가 리사를 사랑한다고 말하고, 이는 오오타니로 하여금 그에게 주먹을 날리게 한다. 만화의 60장 전후에, 리사의 같은 반 친구 아베는 코호리를 보자 반하게 된다.
마츠바라 씨(일본어: 松原さん)
성우 - 츠카모토 케이코/없음
리사가 일하는 음식점에서 계산대 매니저이다. 그녀는 안경을 썼고 참견을 아주 잘 한다. 그녀가 취하면, 거칠어지고, 그녀가 다음날에는 기억하지 못하는 것들을 한다.

## 창작과 발전
6권 후기에 따르면, 오오타니("큰 골짜기")는 나카타니("중간 크기의 골짜기")로 이름 붙여질 계획이었지만, 나카하라 아야는 나카(中)라는 이름이 "너무 평범"했기 때문에 마음을 바꾸었다.

## 만화
이 만화는 나카하라 아야가 그리고 썼다. 이것은 일본에서 슈에이샤의 (10대 소녀들을 겨냥한) 순정만화 잡지 별책 마가렛에서 2001년 9월부터 2006년 12월까지 처음 연재되었다. 제목 없는 장들이 단행본 17권으로 출간되었다. 이 만화의 북아메리카 영어판은 비즈 미디어에 허가되어, 2009년 5월까지 12권이 출간되었다. 비즈 판의 오스트레일리아와 뉴질랜드 출판권은 매드맨 엔터테인먼트에게 허가되었고, 2008년 5월에 1권이 출간되었다. 또한 이 시리즈의 프랑스어판은 델쿠르에, 이탈리아어판은 플래닛 망가에, 멕시코의 에스파냐어판은 그루포 에디토리얼 비드에, 에스파냐의 에스파냐어판은 플래네타 데아고스티니에, 중화민국의 중국어판은 통리 출판사에, 베트남어판은 TVM 코믹스에 허가되었다.
| #  | 일본             | 일본                                                       | 대한민국         | 대한민국                                                   | 북아메리카      | 북아메리카                                                 |
| #  | 발매일           | ISBN                                                       | 발매일           | ISBN                                                       | 발매일          | ISBN                                                       |
| -- | ---------------- | ---------------------------------------------------------- | ---------------- | ---------------------------------------------------------- | --------------- | ---------------------------------------------------------- |
| 1  | 2002년 3월 25일  | ISBN 4-08-847487-2                                         | 2002년 6월 25일  | ISBN 89-529-2805-9                                         | 2007년 7월 3일  | ISBN 1-4215-1343-0 {isbn}의 변수 오류: 유효하지 않은 ISBN. |
| 2  | 2002년 7월 25일  | ISBN 4-08-847532-1                                         | 2002년 12월 25일 | ISBN 89-529-3554-3                                         | 2007년 9월 4일  | ISBN 1-4215-1344-7                                         |
| 3  | 2002년 10월 25일 | ISBN 4-08-847563-1                                         | 2003년 4월 25일  | ISBN 89-529-4006-7                                         | 2007년 11월 6일 | ISBN 1-4215-1345-4 {isbn}의 변수 오류: 유효하지 않은 ISBN. |
| 4  | 2003년 2월 25일  | ISBN 4-08-847604-2                                         | 2003년 8월 25일  | ISBN 89-529-4431-3                                         | 2008년 1월 1일  | ISBN 1-4215-1538-0 {isbn}의 변수 오류: 유효하지 않은 ISBN. |
| 5  | 2003년 6월 25일  | ISBN 4-08-847642-5                                         | 2003년 12월 25일 | ISBN 89-529-4937-4                                         | 2008년 3월 4일  | ISBN 1-4215-1738-4 {isbn}의 변수 오류: 유효하지 않은 ISBN. |
| 6  | 2003년 10월 24일 | ISBN 4-08-847676-X                                         | 2004년 4월 25일  | ISBN 89-529-5412-2                                         | 2008년 5월 6일  | ISBN 1-4215-1739-1 {isbn}의 변수 오류: 유효하지 않은 ISBN. |
| 7  | 2004년 2월 25일  | ISBN 4-08-847715-4                                         | 2004년 8월 25일  | ISBN 89-529-5872-1                                         | 2008년 7월 1일  | ISBN 1-4215-1740-7 {isbn}의 변수 오류: 유효하지 않은 ISBN. |
| 8  | 2004년 7월 23일  | ISBN 4-08-847762-6                                         | 2005년 3월 25일  | ISBN 89-529-6728-3                                         | 2008년 9월 2일  | ISBN 1-4215-1741-4 {isbn}의 변수 오류: 유효하지 않은 ISBN. |
| 9  | 2004년 11월 25일 | ISBN 4-08-847802-9                                         | 2005년 7월 25일  | ISBN 89-529-7193-0                                         | 2008년 11월 4일 | ISBN 1-4215-1742-1 {isbn}의 변수 오류: 유효하지 않은 ISBN. |
| 10 | 2005년 3월 25일  | ISBN 4-08-847836-3                                         | 2005년 11월 25일 | ISBN 89-529-7767-X                                         | 2009년 1월 6일  | ISBN 1-4215-1743-8 {isbn}의 변수 오류: 유효하지 않은 ISBN. |
| 11 | 2005년 7월 25일  | ISBN 4-08-847877-0                                         | 2006년 3월 25일  | ISBN 89-529-8175-8                                         | 2009년 3월 3일  | ISBN 1-4215-2369-9 {isbn}의 변수 오류: 유효하지 않은 ISBN. |
| 12 | 2005년 12월 22일 | ISBN 4-08-846017-0                                         | 2006년 6월 25일  | ISBN 89-529-8573-7                                         | 2009년 5월 5일  | ISBN 1-4215-2370-5 {isbn}의 변수 오류: 유효하지 않은 ISBN. |
| 13 | 2006년 4월 25일  | ISBN 4-08-846050-2                                         | 2006년 10월 25일 | ISBN 89-529-9005-6                                         | 2009년 7월 7일  | ISBN 1-4215-2371-2 {isbn}의 변수 오류: 유효하지 않은 ISBN. |
| 14 | 2006년 7월 14일  | ISBN 4-08-846074-X                                         | 2007년 1월 25일  | ISBN 89-529-9432-9                                         | 2009년 9월 1일  | ISBN 1-4215-2372-9 {isbn}의 변수 오류: 유효하지 않은 ISBN. |
| 15 | 2006년 12월 25일 | ISBN 4-08-846124-X                                         | 2007년 6월 25일  | ISBN 89-529-9996-2 {isbn}의 변수 오류: 유효하지 않은 ISBN. | 2009년 11월 3일 | ISBN 1-4215-2373-6                                         |
| 16 | 2007년 3월 13일  | ISBN 4-08-846148-9 {isbn}의 변수 오류: 유효하지 않은 ISBN. | 2007년 9월 25일  | ISBN 89-258-0309-8 {isbn}의 변수 오류: 유효하지 않은 ISBN. | 2010년 1월 5일  | ISBN 1-4215-2383-5 {isbn}의 변수 오류: 유효하지 않은 ISBN. |
| 17 | 2007년 9월 25일  | ISBN 4-08-846215-8 {isbn}의 변수 오류: 유효하지 않은 ISBN. | 2007년 12월 25일 | ISBN 89-258-0671-6 {isbn}의 변수 오류: 유효하지 않은 ISBN. | —               | —                                                          |

## 실사 영화
러브★콤은 이시카와 키타지가 감독하고 스즈키 오사무가 각본한 실사 영화로 이식되었다. 여기에는 후지사와 에마가 코이즈미 리사 역으로, 고이케 뎃페이가 오오타니 아츠시 역으로 출연했다. 이 영화는 극장에서 2006년 7월 15일에 개봉했고, 2007년 1월 1일에 DVD로 발매되었다. 영어 자막이 달린 북아메리카판 DVD가 비즈 미디어에서 2008년 2월 19일에 발매되었다.

## 애니메이션
텔레비전 애니메이션은 우다 고노스케가 감독하고, 사토 히로노스케가 음악 감독을 맡고, 마니와 히데아키가 캐릭터 디자인을 맡아 도에이 애니메이션에서 제작했다. 오프닝 테마곡은 테고마스가 부른 "너 + 나 = Love?"(일본어: {{{2}}}) (에피소드 1–13)와 Hey! Say! 7이 부른 "Hey! Say!" (에피소드 14–24)이고, 엔딩 테마곡은 테고마스가 부른 "키스~ 귀가길의 러브송~"(일본어: キッス〜帰り道のラブソング) (에피소드 1–13)과 Hey! Say! 7이 부른 "Bon Bon" (에피소드 14–24)이다. 이 애니메이션은 도쿄 방송(TBS), 주부닛폰 방송(CBC), 마이니치 방송(MBS)에서 2007년 4월 7일부터 2007년 9월 29일까지 방영하였다.
이탈리아의 배급사 디닛이 애니메이션의 DVD 발매를 허가받았다.

### 제작진
- 감독: 우다 코우노스케
- 원작: 나카하라 아야
- 음악: 사토 히로노스케
- 제작: 슈에이샤, 토에이, TBS
- ⓒ Aya Nakahara / Shueisha·TBS·Toei Animation

### 애니맥스 우리말 제작진
- 책임 프로듀서: 구본승
- 프로듀서: 전은정
- 번역: 김언정
- 녹음: 박지원, 이환우
- 종합 편집: 조영국
- CG: 박유미
- 조연출: 윤덕
- 우리말 연출: 김종호
- 기획: ANIMAX
- 우리말 제작: 프로웍스

| 에피소드 | 제목                                                                                              | 방영일          |
| -------- | ------------------------------------------------------------------------------------------------- | --------------- |
| 1        | 고1 여름! 반드시 애인만들껴! (일본어: 高1の夏!絶対カレシ、つくったるわ!)                          | 2007년 4월 7일  |
| 2        | 예전 여친이랑 삼각관계!? (일본어: 元カノと三角関係!?)                                             | 2007년 4월 14일 |
| 3        | 좋아하는 남자냐, 옛 남자냐? (일본어: 好きなオトコか、昔のオトコか?)                               | 2007년 4월 21일 |
| 4        | 쪽! 좋아하게 되어버렸어요! (일본어: チュッ!好きになっちゃいました!)                               | 2007년 4월 28일 |
| 5        | 금단의 사랑을 털어버려라! (일본어: 禁断の愛をぶっ飛ばせ!)                                         | 2007년 5월 5일  |
| 6        | 소녀의 대결심! 러브러브 고백 대작전!! (일본어: 乙女の一大決心! ラブラブ告白大作戦!!)              | 2007년 5월 12일 |
| 7        | 격침! 사상 최악의 고백 (일본어: 撃沈!史上サイテーな告白)                                          | 2007년 5월 19일 |
| 8        | 재기불능! 대 실연!! (일본어: 再起不能!大失恋!!)                                                   | 2007년 5월 26일 |
| 9        | 기사회생!! 목표는 여자친구 자리!! (일본어: 起死回生!!めざせ彼女の座!!)                            | 2007년 6월 2일  |
| 10       | 옛 여친이랑 대결!? 가슴 드러내는 대 작전!! (일본어: 元カノと対決!?乳だし大作戦!!)                 | 2007년 6월 9일  |
| 11       | 절대절명! 옛 여친이랑 부활한 사랑?! (일본어: 絶対絶命!元カノと復活愛?!)                           | 2007년 6월 16일 |
| 12       | 사랑을 되찾아라! 진심 초콜릿으로 매력을 가꾼다!! (일본어: 愛を取り戻せ!本命チョコで女を磨く!!)    | 2007년 6월 23일 |
| 13       | 발열! 그 녀석 방에서 퍼스트 키스? (일본어: 発熱!あいつの部屋でファースト·キッス?)                 | 2007년 6월 30일 |
| 14       | 마이티한테 뿅가죽어! (일본어: マイティにキュン死にや!)                                            | 2007년 7월 7일  |
| 15       | 위험한 남자 마이티의 달콤한 유혹 (일본어: 危険なオトコ マイティの甘い誘惑)                        | 2007년 7월 14일 |
| 16       | 마이티의 마법! 변화하는 사랑의 낌새!? (일본어: マイティの魔法! 変化する恋模様!?)                  | 2007년 7월 21일 |
| 17       | 사랑의 철권! 받아라, 소녀의 혼!! (일본어: 愛の鉄拳! 受け止めろ、乙女魂!!)                         | 2007년 7월 28일 |
| 18       | 사상 최고의 생일 (일본어: 史上最高の誕生日)                                                       | 2007년 8월 4일  |
| 19       | 갑작스런 추락!! 첫 데이트는 불운의 시작 (일본어: 急転直下!!初デートは不運の始まり)                | 2007년 8월 11일 |
| 20       | 선전포고!! 질투로 불타는 위험한 미소녀!! (일본어: 宣戦布告!!嫉妬に燃えるデンジャラス美少女!!)     | 2007년 8월 18일 |
| 21       | 이별의 예감?! 리사와 오오타니 따로 걷는 길 (일본어: 別れの予感?!リサと大谷が歩む別々の道)         | 2007년 9월 8일  |
| 22       | 오오타니의 파국선언!! (일본어: 大谷からの破局宣言!!)                                              | 2007년 9월 22일 |
| 23       | 진로는 여러 가지!! 모두가 가진 나름의 사정 (일본어: 進路はいろいろ!!みんなが抱えるそれぞれの事故) | 2007년 9월 22일 |
| 24       | 계속 함께!! (일본어: ずっと一緒!!)                                                                | 2007년 9월 29일 |

## 평가
러브★콤플렉스는 2003년 쇼가쿠칸 만화상 소녀부문에서 수상하였다. 프랑스어판은 잡지 '아니메랜드'에서 '2007년 최고의 신작 만화' 2위에 올랐다.
러브★콤플렉스의 영어판은 호의적인 평가를 받았고, 특히 나카하라의 희극적 감각과, 공감이 가는 등장인물들, 능숙한 감정 묘사는 극찬을 받았다. 아니메 뉴스 네트워크의 한 평론가는 등장인물들의 감정의 범위를 다루는 점에 있어 "모든 현대 로맨틱 코미디들이 평가받아야 하는 기준"이라고 극찬했다. 이 만화의 1권은 청소년 도서관 서비스 협회에서 '2007년의 청소년을 위한 최고의 그래픽 노블'에 지명되었다.
러브★콤의 실사 영화판은 청소년 도서관 서비스 협회의 '2009년의 청소년을 위한 멋진 영화들'에서 '어른이 되는 과정'을 주제로 세계의 16개 영화들 중 하나에 지명되었다.